# Altendorf, Schwandorf
Altendorf là một đô thị ở huyện Schwandorf bang Bayern, Đức.